# Fraunhofera multiflora
Fraunhofera multiflora là một loài thực vật có hoa trong họ Dây gối. Loài này được Mart. mô tả khoa học đầu tiên năm 1831.